# Łukomski (herb książęcy)
Łukomski III (Łukomski Książę) – polski herb książęcy, odmiana herbu Pogoń Litewska oraz Łukomski II. Herb własny rodziny Łukomskich.

## Opis herbu

### Opis historyczny
Juliusz Ostrowski blazonuje herb następująco:

W polu czerwonem – na trzech srebrnych belkach poprzecznych ku dołowi coraz mniejszych – srebrna lilia z krzyżem na wierzchu. Nad hełmem książęca korona.

### Opis współczesny
Opis skonstruowany współcześnie brzmi następująco:
Na tarczy o polu dwudzielnym w pas; w I polu czerwonym Pogoń Litewska, w II polu czerwonym Łukomski II.
Całość otacza płaszcz heraldyczny, podbity gronostajem.
Płaszcz zwieńcza mitra książęca.

## Geneza
Herb należy do książąt Łukomskich (Łukomlskich). Według najstarszej opinii Szymona Okolskiego, Łukomscy wywodzili się od Andrzeja Olgierdowicza. Wojciech Kojałowicz twierdzi, że wywodzą się oni od siostry Jagiełły. Nikołaj Karamzin wyprowadza Łukomskich od plemienia wielkiego księcia Włodzimierza Kijowskiego, część heraldyków przypisuje im także pochodzenie od kniaziów Połockich i Starodubowskich. Józef Wolff biorąc pod uwagę posiadane majątki w nieistniejącym już województwie połockim, przypuszcza, że pochodzą od kniaziów, osiedlonych w tejże ziemi, podobnie jak Druccy czy Odyncewicze.

## Herbowni
Informacje na temat herbownych w artykule sporządzone zostały na podstawie wiarygodnych źródeł, zwłaszcza klasycznych i współczesnych herbarzy. Należy jednak zwrócić uwagę na częste zjawisko przypisywania rodom szlacheckim niewłaściwych herbów, szczególnie nasilone w czasie legitymacji szlachectwa przed zaborczymi heroldiami, co zostało następnie utrwalone w wydawanych kolejno herbarzach. Identyczność nazwiska nie musi oznaczać przynależności do danego rodu herbowego. Przynależność taką mogą bezspornie ustalić wyłącznie badania genealogiczne.
Pełne listy herbownych nie są dziś możliwe do odtworzenia, także ze względu na zniszczenie i zaginięcie wielu akt i dokumentów w czasie II wojny światowej (m.in. w czasie powstania warszawskiego w 1944 spłonęło ponad 90% zasobu Archiwum Głównego w Warszawie, gdzie przechowywana była większość dokumentów staropolskich). Nazwisko znajdujące się w artykule pochodzi z Herbarza polskiego, Tadeusza Gajla. Występowanie danego nazwiska w artykule nie musi oznaczać, że konkretna rodzina pieczętowała się herbem Łukomski. Często te same nazwiska są własnością wielu rodzin reprezentujących wszystkie stany dawnej Rzeczypospolitej, tj. chłopów, mieszczan, szlachtę. Herb Łukomski jest herbem własnym, wiec do jego używania uprawniona jest zaledwie jedna rodzina: Łukomscy.